# Quebrada de Garza
Quebrada de Garza är ett periodiskt vattendrag i Chile.   Det ligger i regionen Región de Arica y Parinacota, i den norra delen av landet, 1 600 km norr om huvudstaden Santiago de Chile.
Omgivningen kring Quebrada de Garza är ofruktbar med liten eller ingen växtlighet. Området är glesbefolkat, med 15 invånare per kvadratkilometer.